# Haus Neiser

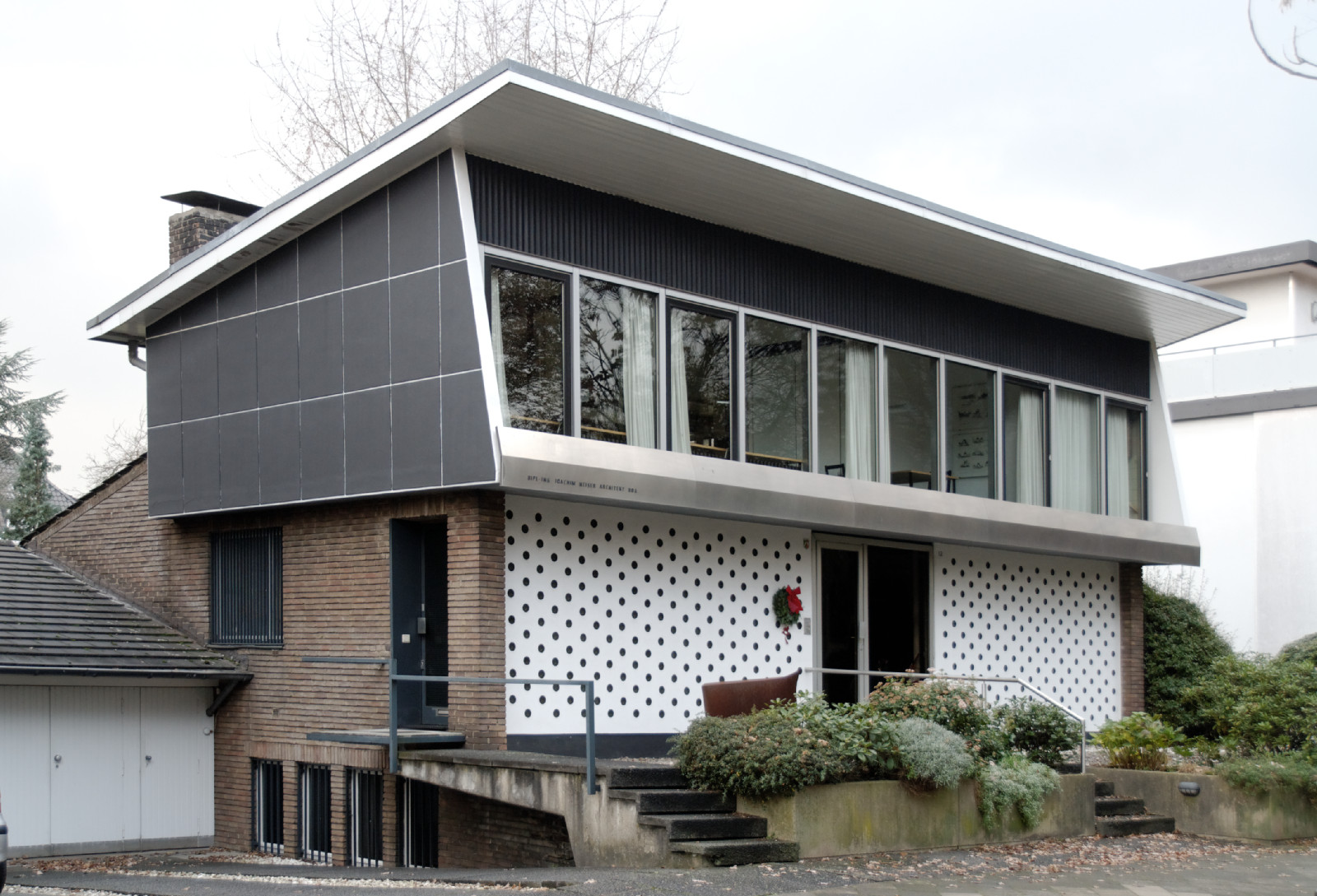
Haus Neiser

Das Haus Neiser an der Heinrichstraße 12 in Düsseldorf-Düsseltal wurde 1954 bis 1955 für Joachim Neiser nach dessen eigenen Entwürfen erbaut.
Das Gebäude vertritt die Moderne, ohne an die Vorkriegstradition anzuknüpfen. Das Obergeschoss zeigt eine weit auskragende Geschossdecke mit vorgezogenem Pultdach und eine Fassade, die vollständig verglast ist. Neiser war ein Schüler von Hans Schwippert, der die Forderung seiner Zeit nach hellen, durchlichteten Räumen erfüllte. Das Gebäude ist denkmalgeschützt.

## Kunstgeschichtliche Bedeutung
Das Haus ist ein Beispiel für die architekturgeschichtliche Entwicklung der Düsseldorfer Einfamilienhausarchitektur und wurde dafür unter Denkmalschutz gestellt:

„Es ist ein für Düsseldorf ungewöhnliches Beispiel der Einfamilienhausarchitektur der 50er Jahre. Aufgrund seiner Durchgestaltung, die sich von dem damals üblichen Einfamilienhaus deutlich absetzt, ist das Gebäude auch als Überwindung des in der Vorkriegszeit geprägten Einfamilienhausstils zu werten. Das Gebäude ist daher aus architekturgeschichtlichen Gründen als Denkmal einzustufen.“